# ابن عسكر الموصلي
ابن عسكر الموصلي أبو إسحاق إبراهيم بن نصر بن عسكر الملقب ظهير الدين، (- 610 هـ) قاضي السلامية فقيه شافعي موصلي.

## سيرته
تفقه على القاضي أبي عبد اللّه الحسين بن نصر بن خميس الموصلي بالموصل، وسمع منه، قدم بغداد وسمع بها من جماعة وعاد إلى بلده وتولى قضاء السلامية إحدى قرى الموصل وروى بإربل عن أبي البركات عبد الرحمن بن محمد الأنباري النحوي شيئا من مصنفاته، سمع منه ببغداد، وسمع منه جماعة من أهلها. وكان فقيها فاضلا أصله من العراق من السندية تفقه بالمدرسة النظامية ببغداد وسمع الحديث ورواه وتولى القضاء بالسلامية وهي بلدة بأعمال الموصل  وطالت مدته بها وغلب عليه النظم ونظمه رائق فمن شعره:
ومن شعره أيضا:
وكان بالبوازيج وهي بليدة بالقرب من السلامية زاوية لجماعة من الفقراء اسم شيخهم مكي فعمل فيهم:
ذكره أبو البركات بن المستوفى في تاريخ إربل وأثنى عليه وأورد له مقاطيع عديدة ومكاتبات جرت بينهما وذكره العماد الكاتب في الخريدة فقال شاب فاضل ومن شعره قوله:
توفي يوم الخميس ثالث شهر ربيع الآخر سنة 610 هـ بالسلامية.